# Poskea
Poskea es un género con tres especies de plantas de flores perteneciente a la familia Scrophulariaceae.

## Especies
- Poskea africana Vatke
- Poskea newbouldii Braggio
- Poskea socotrana (Balf.f.) G.Taylor